# Jean Bosler
Jean Bosler (Angers, 24 de março de 1878 — Marselha, 25 de setembro de 1973) foi um astrônomo francês.
Recrutado por Henri-Alexandre Deslandres como astrônomo do Observatório de Paris, Bosler descobriu em 1908 no espectro do Cometa Morehouse as linhas espectrais do nitrogênio ionizado, a primeira evidência deste elemento nos cometas.
Bosler recebeu o Prêmio Jules Janssen de 1911 e o Prêmio Lalande de 1913.

## Obras
- Les théories modernes du soleil (1910)
- L’évolution des étoiles (1923)
- Cours d’astronomie (1928)